# La portatrice di pane (película de 1916)
La portatrice di pane («La vendedora de pan» en italiano) es una película dramática muda italiana de 1916 dirigida por Giovanni Enrico Vidali. Está basada en la novela francesa La Porteuse de pain de Xavier de Montépin.

## Reparto
- Maria Gandini
- Emilio Rodani
- Giovanni Enrico Vidali